# Tommi Tikka
Tommi Tikka, född 28 augusti 1995 i Helsingfors, är en finländsk professionell ishockeyspelare som spelat för HV71 i SHL.
Den 20 juni 2025 meddelades att han lämnade HV71 inför kommande säsong.

## Klubbar
- Sport (2014–2019)
- HPK (2019–2022)
- Ilves (2022–2023)
- HV71 (2023–2025)